# Miguel Contreras Torres
Pour les articles homonymes, voir Contreras.
Miguel Contreras Torres est un producteur de cinéma, réalisateur, acteur et scénariste mexicain, né à Morelia dans l'État de Michoacán le 28 septembre 1899 et mort le 5 juin 1981. 

## Biographie
Miguel Contreras Torres fut un des pionniers du cinéma mexicain, pour lequel il a commencé à travailler en 1926. Ses thèmes de prédilection étaient principalement historiques et religieux. Il est l'époux de l'actrice Medea de Novara.

## Filmographie
- 1934 : Juárez y Maximiliano
- 1936 : No te engañes corazón
- 1937 : La paloma
- 1939 : The Mad Empress
- 1942 : Simón Bolívar
- 1946 : María Magdalena: Pecadora de Magdala
- 1950 : Pancho Villa Returns
- 1954 : Tehuantepec
- 1958 : Les Desperados de la sierra (El último rebelde)